# Зотов Георгій Андрійович
Георгій Андрійович Зотов (рос. Георгий Андреевич Зотов, * 12 січня 1990, Новосибірськ) — російський футболіст, півзахисник махачкалинського «Анжі».

## Кар'єра

### Клубна
Вихованець московського «Спартака». Проте за основну команду «червоно-білих» так і не провів жодного матчу, виступаючи лише за молодіжний склад.
Протягом 2009–2012 років виступав за другу команду московського «Локомотива», що грав у Другому дивізіоні. За цей час провів в чемпіонаті 106 матчів і забив одинадцять голів.
18 лютого 2013 року приєднався до новачка Першості Футбольної Національної Ліги клубу «Металург-Кузбас», де до кінця сезону зіграв 11 матчів.
Влітку 2013 року «Металург-Кузбас» через відсутність фінансування знявся з турніру, а Георгій на правах вільного агента перейшов в бєлгородський «Салют», який також виступав в Першості Футбольної Національної Ліги. Проте зігравши лише 7 матчів в чемпіонаті, 30 серпня 2013 року вслід за тренером «Салюту» Сергієм Ташуєвим перейшов в донецький «Металург».
У липні 2014 року Зотов в черговий раз послідував за Ташуєвим та уклав контракт з махачкалинським «Анжі».